# Bikapur
Bikapur is een nagar panchayat (plaats) in het district Ayodhya van de Indiase staat Uttar Pradesh.

## Demografie
Volgens de Indiase volkstelling van 2001 wonen er 12.355 mensen in Bikapur, waarvan 51% mannelijk en 49% vrouwelijk is. De plaats heeft een alfabetiseringsgraad van 52%.